# Кольхофф, Ханс
Ханс Ко́льхофф (нем. Hans Kollhoff; род. 18 сентября 1946, Бад-Лобенштайн, Тюрингия) — немецкий архитектор.

## Биография
Родился в 1946 году в Бад-Лобенштайне, Тюрингия. В 1968—1973 гг. учился в Университете Карлсруэ у Эгона Айермана. Продолжил образование в Корнеллском университете в Нью-Йорке у Освальда Матиаса Унгерса.
В 1978 году основал собственную мастерскую в Берлине.
Преподавал в Берлинском техническом университете и Швейцарской высшей технической школе Цюриха.
Проекты Кольхоффа относят к стилю неоклассицизма.

## Галерея

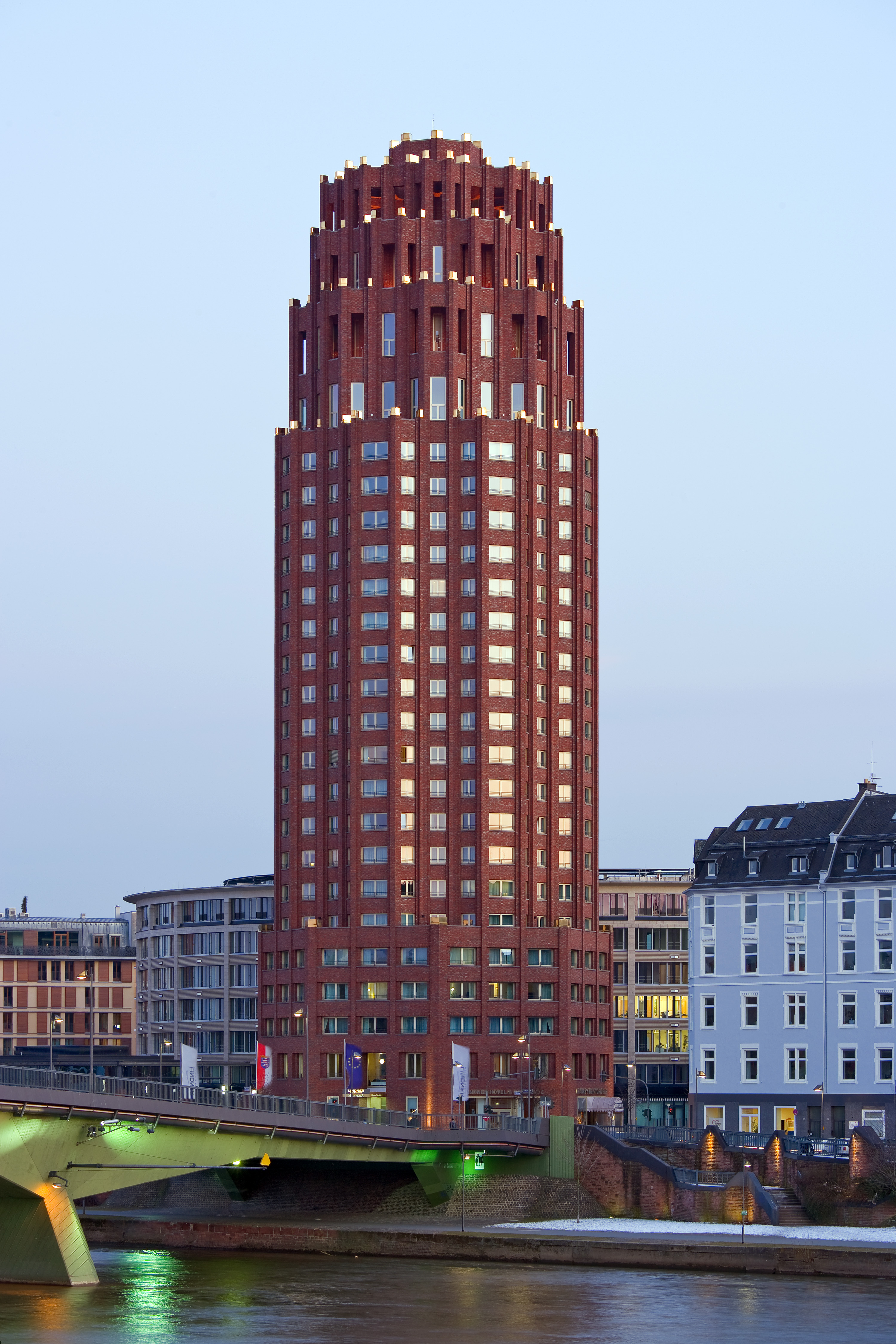
Мейн-плаза, Франкфурт-на-Майне (завершена в 2001 году)
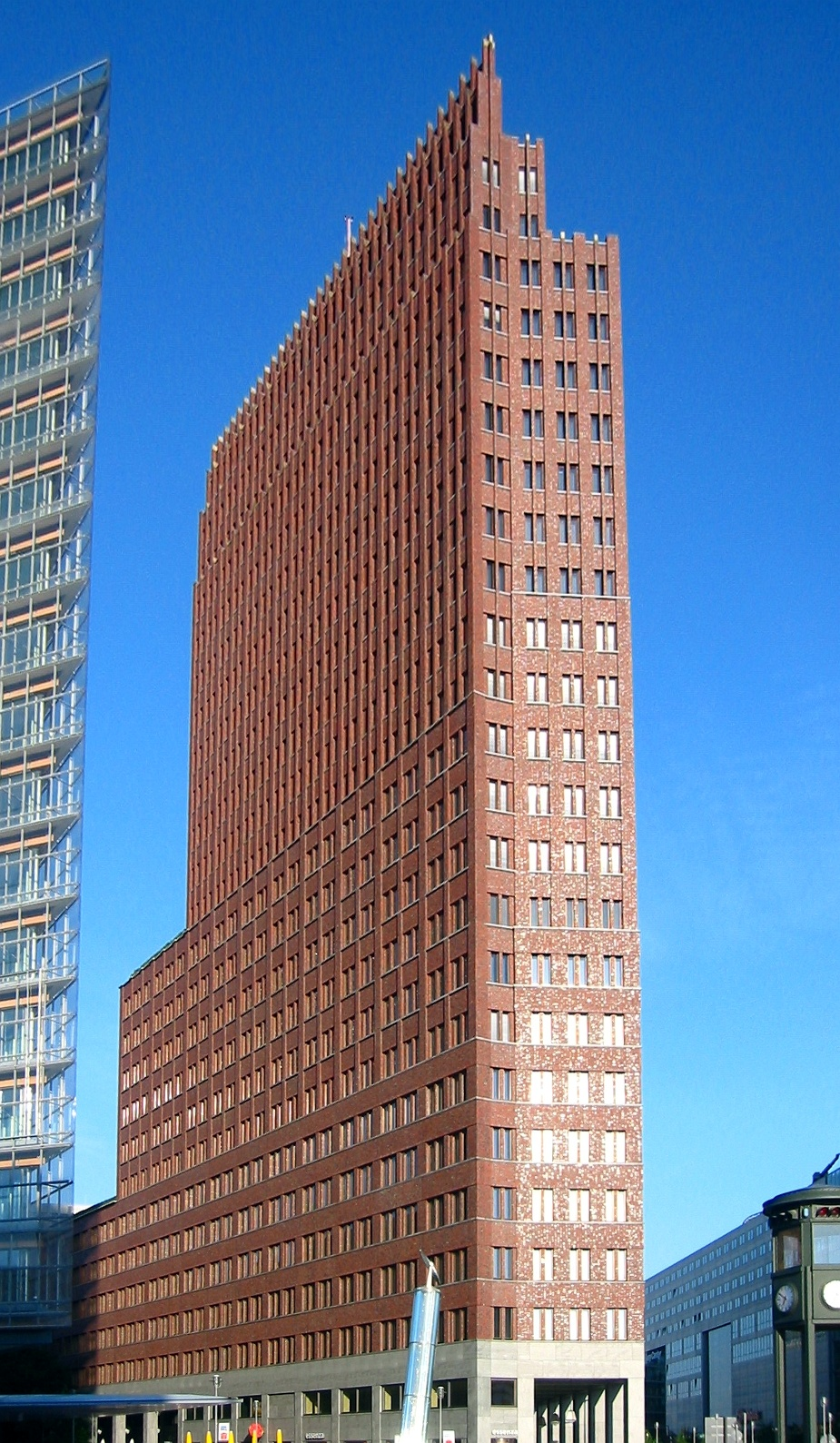
Кольхофф-тауэр на Потсдамской площади в Берлине